# لوران ویو
لوران ویو (انگلیسی: Laurent Viaud؛ زادهٔ ۸ اکتبر ۱۹۶۹) بازیکن فوتبال اهل فرانسه است.
از باشگاه‌هایی که در آن بازی کرده‌است می‌توان به باشگاه فوتبال آلباسته بالومپیه، باشگاه فوتبال آنژه، آ.اس موناکو، و باشگاه فوتبال رن اشاره کرد.